# Convicting a Murderer
Convicting a Murderer is een Amerikaanse documentaire-serie geregisseerd door Shawn Rech en bedoeld als een soort tegenreactie op de Netflix documentaire-serie Making a Murderer. In Making a Murderer wordt het verhaal verteld van Steven Avery, een automonteur uit het plaatsje Two Rivers in Wisconsin die is veroordeeld voor de moord op Teresa Halbach, een fotografe die spoorloos verdween na een afspraak met Avery op 31 oktober 2005. De Netflix documentaire suggereert dat het bewijs tegen Avery en zijn medeplichtige neef Brendan Dassey niet deugt en mogelijk geplant is door agenten.
Rech heeft Making a Murderer gezien en was in eerste instantie geboeid door de documentaire. Na het inzien van transcripten en andere documenten over de zaak vond Rech de documentaire echter eenzijdig. Met Convicting a Murderer probeert Rech de kijker een bredere kijk te bieden op de zaak. De eerste drie afleveringen waren uitgebracht op 7 september 2023, waarvan de eerste aflevering gratis op YouTube en X verscheen.